# Olga Venecia Herrera Carbuccia
Olga Venecia Herrera Carbuccia (Repubblica Dominicana, 1956) è una giudice dominicana della Corte penale internazionale.
Eletta dall'Assemblea degli Stati Parte nel Gruppo degli Stati Latino-Americani e Caraibici, Lista A, l'11 marzo 2012 per un termine di nove anni.
Specializzata in reati collegati alla criminalità organizzata e ai reati finanziari internazionali, docente universitaria di diritto internazionale, è stata eletta giudice presso la Corte penale internazionale e assegnata alla Divisione Giudicante.